# Sainte-Anne (chambre de rhétorique)
Sainte-Anne ou Sint-Anna en néerlandais, est la chambre de rhétorique de la ville et du bailliage d'Enghien dans le comté de Hainaut.  

## Bref historique

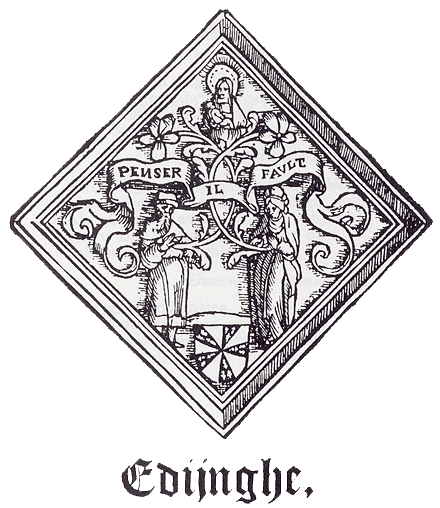
Blason de la chambre de rhétorique Sainte-Anne d’Enghien en Hainaut, avec sa devise Penser il fault.

La plus ancienne mention de cette chambre dans des documents d’archives se trouve dans les comptes de la ville d’Enghien de 1486-1487 indiquant que Jacop Maes « et ses compagnons retorisiens » furent compensés pour des représentations lors de l’entrée de Maximilien d'Autriche comme roi des Romains, le 7 mars 1486. 
En mai 1501, le magistrat et le bailli d’Enghien accordent un privilège à une chambre de rhétorique ayant comme patronne sainte Anne.  Jacop Maes apparaît dans le document comme l’un des chefs de la société.  Au concours du landjuweel de Gand en 1539, où elle fut présente sous la devise Penser il fault, elle participe avec une série de dialogues en langue néerlandaise réunis autour de la réponse De Verrisenesse Christi (résurrection du Christ) à la question posée par l’organisateur de la compétition.  Son auteur demeure inconnu.  De 1565 à 1577, on refuse à la chambre de participer à la procession de l’ommegang.  En 1568 est stipulé que la chambre ne put plus se réunir que sous certaines conditions lors de son jour de fête.  À partir de 1577, la chambre peut de nouveau participer à l’ommegang à condition d’avoir obtenu préalablement l’autorisation explicite du Seigneur.  Il semble qu’elle n’ait plus participé à cette procession dès 1630.  Dès le milieu du XVIIe siècle elle ne reçoit plus aucun soutien financier de l’administration communale.

### Sources
- Bruaene (van), Anne-Laure.  « Sint-Anna », Le Répertoire numérique des chambres de rhétorique des Pays-Bas méridionaux et de la principauté de Liège 1400-1650, [En ligne], [s. d.], réf. du 12 juillet 2014.  [www.dbnl.org].
- Erné, Benjamin Hendrik, et Dis (van), Leendert Meeuwis.   De Gentse Spelen van 1539, 2 vol., La Haye, Martinus Nijhoff, 1982, p. 568.

#### Sur la littérature néerlandaise
- Littérature néerlandaise.

#### Sur les chambres de rhétorique
- Chambre de rhétorique ;
- Landjuweel.

#### D'autres chambres de rhétorique
- La chambre de rhétorique De Avonturiers (Warneton) ;
- La chambre de rhétorique De Baptisten (Bergues) ;
- La chambre de rhétorique Het Bloemken Jesse (Middelbourg) ;
- La chambre de rhétorique Den Boeck (Bruxelles) ;
- La chambre de rhétorique De Corenbloem (Bruxelles) ;
- Eerste Nederduytsche Academie (Amsterdam) ;
- La chambre de rhétorique De Egelantier (Amsterdam) ;
- La chambre de rhétorique De Fonteine (Gand) ;
- La chambre de rhétorique De Gheltshende (Bailleul) ;
- La chambre de rhétorique De Lelie (Bruxelles) ;
- La chambre de rhétorique 't Mariacransken (Bruxelles) ;
- La chambre de rhétorique De Olijftak (Anvers) ;
- La chambre de rhétorique De Ontsluiters van Vreugde (Steenvoorde) ;
- La chambre de rhétorique De Persetreders (Hondschoote) ;
- La chambre de rhétorique De Royaerts (Bergues) ;
- La chambre de rhétorique Saint-Michel (Dunkerque) ;
- La chambre de rhétorique De Violette (Bruxelles) ;
- La chambre de rhétorique De Violieren (Anvers) ;
- La chambre de rhétorique De Witte Angieren (Haarlem).